# Motion-Interpolation

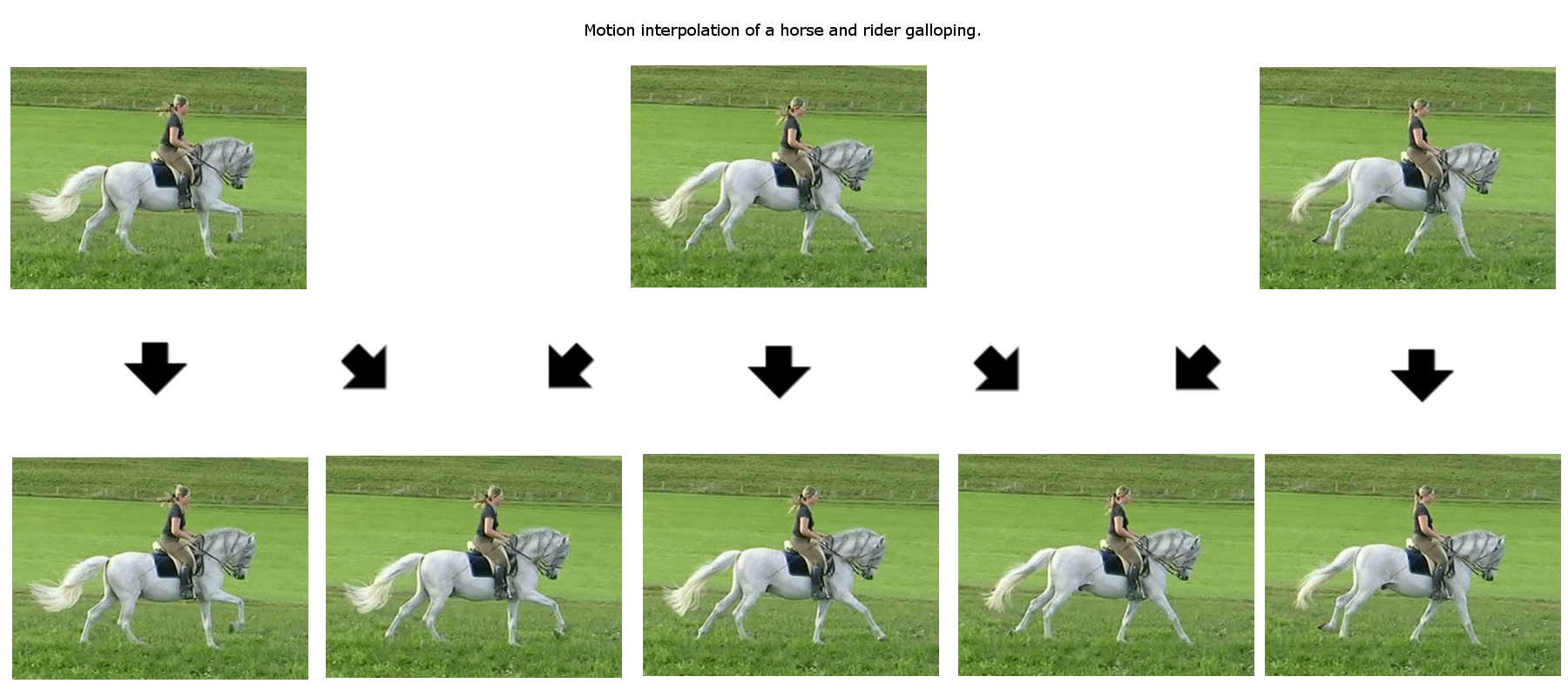
Motion-Interpolation am Beispiel einer Reiterin auf einem Pferd. Zwischen zwei Originalbildern befindet sich je ein interpoliertes Bild.

Motion-Interpolation (engl. für „Bewegungsinterpolation“) ist eine Form der Videoverarbeitung, bei der mit Hilfe von mathematischen Algorithmen wie Motion Compensation  Zwischenbilder berechnet und zwischen die existierenden Bilder eingefügt werden.
Motion-Interpolation wird eingesetzt, um die Bildfrequenz eines Filmes oder einer Videoaufzeichnung nachträglich zu erhöhen und Bewegungen dadurch flüssiger und natürlicher erscheinen zu lassen.

## Funktionsprinzip
Motion-Interpolation-Algorithmen vergleichen zwei aufeinanderfolgende Einzelbilder miteinander (eventuell werden auch noch weitere vorhergehende und nachfolgende Bilder mit in die Berechnung einbezogen, um eine exaktere Vorhersage der Bewegung treffen zu können). Anhand der Unterschiede zwischen den beiden Bildern wird analysiert, welche Teile des Bildes sich in welche Richtung bewegt haben. Anschließend wird versucht, zu errechnen, wo sich die bewegten Bildteile nach der halben Zeit, die zwischen den beiden Einzelbildern vergangen ist, befunden haben müssten. Dabei wird auch der Hintergrund, eventuelle Änderungen der Perspektive sowie die Helligkeit berücksichtigt. Das so errechnete Bild wird zwischen die beiden Einzelbilder eingefügt.
Viele aktuelle Fernsehgeräte verfügen über eine integrierte Motion-Interpolation-Funktion. Ebenso ist Motion-Interpolation mittels Software möglich, beispielsweise mit WinDVD oder PowerDVD. Auch manche professionelle Videoschnitt- und Compositing-Programme, wie z. B. Adobe After Effects, verfügen über Motion-Interpolation-Funktionen. Hier kann die Zwischenbildberechnung auch dazu genutzt werden, Zeitlupen ohne sichtbares Ruckeln zu erstellen.

## Vor-/Nachteile
Spielfilme werden aus historischen und technischen Gründen mit einer Bildfrequenz von 24 Bildern pro Sekunde aufgezeichnet. Ebenso zeichnen manche Digitalkameras sowie die meisten Smartphones nur mit Bildfrequenzen von 24, 25 oder 30 Bildern pro Sekunde auf. Diese Bildfrequenzen werden vom menschlichen Auge jedoch ab mittelschnellen Bewegungen als leicht „ruckelnd“ wahrgenommen. Dieser Effekt verstärkt sich mit der Schnelligkeit der Bewegungen. In Filmen wird deshalb oftmals versucht, schnelle Kameraschwenks und Bewegungen zu vermeiden. Fernseh- und Videoproduktionen, die mit Videokameras aufgezeichnet werden, verfügen dagegen meist über eine höhere Bildfrequenz von 50 oder 60 Bildern pro Sekunde (siehe Fernsehnorm). Diese Bildrate empfinden wir als flüssig und natürlich.
Mittels Motion-Interpolation werden Aufnahmen, die mit geringeren Bildraten aufgezeichnet wurden, auf ebendiese 50/60 Bilder pro Sekunde hochgerechnet und sehen dadurch im Idealfall aus wie eine mit dieser Bildfrequenz erstellte Aufnahme. Bewegungen werden flüssiger, natürlicher und detaillierter wahrgenommen.
Abhängig vom Betrachter ist dies jedoch nicht immer erwünscht. Die geringe Bildfrequenz, die zu Anfangszeiten der Kinotechnik das technisch Machbare darstellte, hat sich seit Jahrzehnten nicht geändert und beim Betrachter zu einem starken Gewöhnungseffekt geführt. Paradoxerweise kann nun die Darstellung eines Films mit höherer Bildrate bei einem Teil der Zuschauer zu Ablehnung führen, obwohl diese, wie oben beschrieben, natürlicher und theoretisch angenehmer zu betrachten ist. Bei Computerspielen hingegen gilt eine niedrige Bildwiederholrate einhellig als unerwünscht.
Das Ruckeln wird von manchen Personen als ästhetisch empfunden, weil es der gewohnten, jahrzehntelangen Bildrate im Kino entspricht, und vielen Zuschauern als wichtiger Bestandteil des „Film-Looks“ gilt. Durch die Zwischenbildberechnung wird das Ruckeln entfernt und die Bewegungen flüssiger gemacht; dies kann (ggf. in Verbindung mit weiteren Maßnahmen zur beabsichtigten Bildverbesserung) zu einem Soap-Opera-Effekt führen.
Die Qualität von Motion-Interpolation ist stark vom Bildinhalt abhängig. Während ruhige, gleichmäßige und gut vorhersehbare Bewegungen zu nahezu perfekten Ergebnissen führen können, ist die Zwischenbildberechnung bei plötzlichen oder sehr schnellen Bewegungen sowie solchen vor einem komplexen und fein strukturierten Hintergrund oft schwierig bis unmöglich. Abhängig von dem jeweiligen Algorithmus und den gewählten Einstellungen wird in letzterem Fall die Zwischenbildberechnung entweder vorübergehend ganz ausgesetzt, wenn kein gutes Ergebnis zu erwarten ist, oder es wird versucht, die Berechnung dennoch so gut es geht durchzuführen, was zu sichtbaren unnatürlichen Verzerrungen und Artefakten führen kann.
Die Berechnung der Zwischenbilder im Fernsehgerät führt zu einer geringen Verzögerung gegenüber der Signalquelle. Hierdurch kann es bei separater Tonwiedergabe zu Asynchronitäten zwischen Ton und Bild kommen, daher verzögern Fernseher entsprechend die Tonweitergabe an ein externes Abspielgerät (z. B. Surround-Receiver). Bei Echtzeit-kritischen Anwendungen wie Computer- oder Konsolen-Spielen verlängert sich die Reaktionszeit des Spielers.

## Trivia
Der erste Hersteller eines Prozessors für Unterhaltungselektronik, der diese aufwendigen Berechnungen in Echtzeit durchführen konnte, war Faroudja Labs im Jahr 2000.